# Needling
Le needling est une courte intervention consistant en une reprise d’une chirurgie du glaucome. Il s'agit de libérer, à l’aide d’une aiguille, les adhérences de la bulle de filtration qui est une petite valve naturelle créée lors d’une chirurgie du glaucome, telle une sclérectomie profonde non perforante. 
Est aussi appelée needling, une chirurgie mineure de l'œil consistant en la réouverture du canal de Schlemm et le rétablissement du drainage normal de l'humeur aqueuse.  Cette intervention est le plus souvent requise après une trabéculectomie, un traitement du glaucome, dans les cas où la cicatrisation a à nouveau bloqué le drainage
Le canal de Schlemm a tendance à cicatriser très vite chez les sujets jeunes à la suite de l'opération, généralement cinq mois en moyenne après l'intervention. 
Le needling est effectué sous anesthésie locale.